# Zeynab Habib
Pour les articles homonymes, voir Habib.
Zeynab Abib, de son vrai nom Oloukèmi Zeynab Abibou, née le 25 septembre 1975 à Abidjan en Côte d'Ivoire, est une chanteuse béninoise de world music. 
Elle est lauréate du trophée Kora Awards en 2005 dans la catégorie meilleure artiste féminine de l'Afrique de l'Ouest et est depuis 2007, ambassadrice nationale de bonne volonté de l'Unicef.

## Biographie

### Enfance
Zeynab Abib est issue d’une famille musulmane de plus de seize enfants, elle est la huitième née d’un père ingénieur en électronique et d’une mère commerçante. Elle participe à des concours scolaires musicaux, télévisés, à Abidjan. Rentrée au Bénin en 1993, elle intègre le Collège d'enseignement général d'Allada (CEG Allada) où elle suit le second cycle en série A.

### Carrière musicale
Elle commence à se faire connaitre au Bénin notamment en animant un Karaoke Bar chez Alex, complexe hôtelier bien connu. Elle quitte Abidjan, en Côte d'Ivoire, à sa majorité pour continuer ses études à Cotonou au Bénin. Pendant les journées culturelles de concours inter-scolaires, elle fait en 1995 la rencontre de l'orchestre Super Quartz qu'elle intègre. C'est le début de sa carrière musicale, grâce à ce groupe avec lequel elle eut l'occasion de travailler en côtoyant plusieurs artistes de renom béninois et internationaux. Elle sort son 1er album en 2002 intitulé Intori qui en langue yoruba veut dire Parce que ou Pourquoi, un album composé de 14 titres, et est nommée aux Kora Awards dans la catégorie Meilleur espoir féminin. Puis en 2004, elle sort son 2e album intitulé D'un endroit à l'autre, un album contenant également 14 titres et qui bénéficie de la collaboration de la star congolaise de la chanson Lokua Kanza. Quelques mois après sa sortie, le morceau Enfant figurant sur l'album est nommé dans deux catégories aux Kora Awards en Afrique du Sud, Meilleur clip vidéo et Meilleure artiste de l'Afrique de l'Ouest. Elle remporte le trophée du meilleur artiste de l'Afrique de l'Ouest. Elle devient ambassadrice nationale de bonne volonté de l'Unicef, pour le Bénin, en 2007,,. En 2011, elle sort son 3e album intitulé Olukémi, un album comportant 16 titres dont des morceaux, notamment Bébé yiga, Ayé lé, Chacun à sa chance et Pour son amour, connaissent un certain succès,.
Plus de deux ans après la signature avec sa nouvelle maison de production, Boss Playa Music, basée à Abidjan et après l'enregistrement d'une bonne partie de l'album en cours; elle effectue un retour sur le devant de la scène musicale avec le single I no go die en avril 2016. Ce titre est classé numéro 1 des ventes iTunes dans plusieurs pays africains et numéro 1 deux semaines successives du Hit 30 Africa sur la radio Africa numéro 1. Dans la foulée, elle effectue une tournée européenne, en France, en Belgique, en Allemagne et en Suisse, et assure la première partie du concert de Maitre Gims à Ouaga. Quelques semaines après, elle se voit décerner un trophée aux Afrimma Music Awards à Lagos. C'est le début d'une carrière plus encore à l'international. Un nouvel album est annoncé pour l'année 2017, avec comme invités les Ivoiriens Freddy Assogba, Shado Chris et Landry Tano, du Nigérian Selebobo, et du Congolais  Fally Ipupa. En 2020 elle est nommée au Afrimma Awards dans la catégorie best female west africa et aussi dans la catégorie video of year avec le titre de la chanson Waa feat le Togolais Santrinos Raphael .

## Discographie

### Albums
- 2002 : Intori
- 2004 : D'un endroit à l'autre
- 2011 : Olukèmi

### Singles
- 2003 : Interlude
- 2003 : Tourné
- 2003 : Ovi
- 2003 : Dokounon wamamonon
- 2003 : Mensonge
- 2003 : Infime espoir
- 2003 : Le monde est beau
- 2003 : Nanou
- 2004 : Crazy
- 2004 : Move Your Body
- 2004 : Enfant
- 2004 : Interlude 2
- 2004 : Inan ran
- 2004 : Bolodjo
- 2006 : Mal de toi (feat Kaysee)
- 2007 : Siyin (feat Ardiess)
- 2007 : Baba mi
- 2008 : Sauvons la vie de nos enfants
- 2008 : Combien de temps (feat Ardiess)
- 2009 : Iri Aye (feat Mouf King)
- 2009 : Ewonu JO
- 2009 : Bébé yiga
- 2009 : Dotomi
- 2009 : Ayé lé
- 2010 : Pour son amour
- 2010 : Chacun à sa chance
- 2010 : Femme battue
- 2010 : Want u mine (feat Promzy)
- 2010 : Si j’étais riche
- 2010 : Ma belle-sœur
- 2010 : Emotions nouvelles
- 2010 : Les médisants (feat Billy Billy)
- 2010 : Wake up (feat Koba)
- 2010 : Forever (feat Ramou)
- 2011 : Mon pays
- 2011 : Je vous remercie
- 2011 : Mogba ara da
- 2011 : Time has come remix (feat Ardiess)
- 2013 : Oremiwan
- 2014 : Sweet Combine
- 2014 : Imagine every child counts
- 2014 : Tanyi Adoho (feat Vi-Phint)
- 2014 : Tes je t'aime
- 2014 : Ewa ka sè iré (feat Double S)
- 2015 : Chéri  (Feat Jim West)
- 2015 :  I no go die
- 2018 : OWO
- 2018 : Abdulaye
- 2019 : Amen
- 2020 : Waa(Santrinos Raphaël)
- 2021 : On force pas l'amour(feat Fanicko)
- 2024 : Chouchou (feat Tgang Le Technicien)

## Distinctions
- 2002 : Nomination aux Koras Music en Afrique du Sud : Meilleur espoir Féminin
- 2005 : Meilleur espoir féminin africain aux Black Music Awards à Cotonou
- 2005 : Meilleure Artiste Féminine de l'Afrique de l'Ouest aux Kora Music Award à Durban en Afrique du Sud  (Titre: Enfant)
- 2016 : Meilleur Artiste de la musique traditionnelle aux Africa Awards à Lagos au Nigéria (Titre : Bolodjo Medley)